# Cushings syndrom
Cushings syndrom innebär en överproduktion av kortisol i binjurebarken (hyperkortisolism). Den kännetecknas av fettanhopningar över ansiktet, nacke och bålen, bildning av blåröda bristningar i huden, blodtrycksförhöjning och menstruationsrubbningar. Cushings sjukdom innebär att det är en hypofysrelaterad orsak till Cushings syndrom, men Cushings syndrom är en samling symptom som kan ha andra orsaker än Cushings sjukdom. 
Syndromet är uppkallat efter den amerikanske neurokirurgen Harvey Cushing, som 1932 var den förste att beskriva sjukdomen.

## Orsaker och implikationer
Binjurebarksadenom, cancer, hypofystumörer med ACTH-produktion eller ACTH-produktion annorstädes, kan alla vara orsaker. Hyperkortisolism kan även utlösas hos patienter med höga kortisondoser. Förhöjda kortisolvärden kan också ses vid psykiska tillstånd (se till exempel melankoli, posttraumatiskt stressyndrom).
Cushings syndrom kan ofta ses tillsammans med en atypisk form av hypotyreos, som uppvisar sänkta värden av såväl tyreoideahormoner och TSH. Cushings syndrom kan orsaka en förtvining av hippocampus.

## Symptom

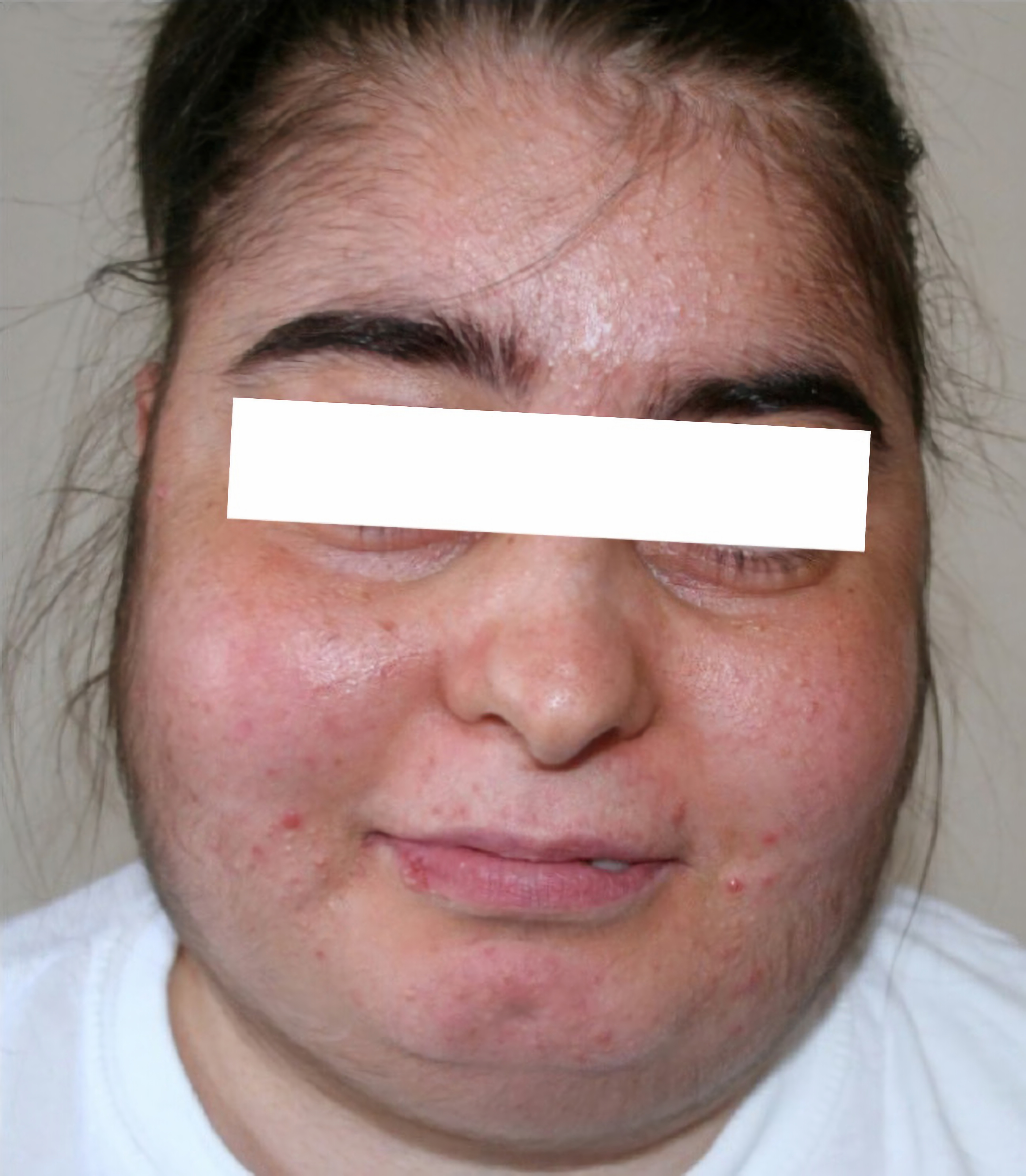
Cushings syndrom

Patienten får på grund av de ökade glukokortikoiderna, oväntad viktuppgång, där kroppsfettet placerar sig på buken (bukfetma), och ansiktet (månansikte), och "buffalo hump", det vill säga en fettknöl på nackens nedre del. På grund av de ständigt höga glukosnivåerna i blodet utsöndras insulin oftare och i högre halt. Det kan i vissa fall i sin tur leda till insulinresistens och typ 2, Diabetes mellitus. De ökade kortisolnivåerna kan leda till minskat immunförsvar.
Huden blir skör och svårläkt och uppvisar ofta blå/röda/lila bristningar (striae) på buken, låren, höfterna. Hos barn kan Cushings leda till kortvuxenhet, och hos vuxna till benskörhet. Högt blodtryck är vanligt. 
Humöret påverkas med labilitet, irritabilitet, depression, panikattacker, paranoia, eller, i mycket ovanliga fall, psykoser. Psykos till följd av Cushings, dvs en organisk psykos, påminner ofta om en mani med hallucinationer och ibland katatoni. Minnesstörningar är vanliga, till följd av påverkan på hippocampus. Den påverkar koncentrationsförmågan, ger tankeflykt, orkeslöshet och minskat libido.
Kortisolet påverkar androgenutsöndringen, varför kvinnor med Cushings kan få hyperandrogenism och uppleva maskulinisation, menstruationsstörningar och hirsutism.
Kortisolnivån kan vara normal på morgonen.

## Diagnos
Analys av urin-kortisol och dexametasontestet (suppressionstest med syntetisk glukortikoid) görs för att hämma ACTH- och kortisolsekretionen. Vid binjurebarksadenom är ACTH-produktionen redan minskad och därför ser man ingen minskning av kortisolutsöndringen vid dexametasontillförsel. Inte heller vid ektopisk ACTH-producerande tumör sker någon hämning. Vid Cushings orsakad av ACTH-adenom minskar kortisolutsöndringen vid hämningstestet. Även datortomografi eller magnetisk resonanstomografi kan göras.

## Behandling
Cushings syndrom behandlas oftast med hypofyskirurgi, om det inte går kan strålning eller antisvampmedlet ketokonazol användas.